# 石林イ族自治県
石林イ族自治県（せきりんイぞくじちけん）は中華人民共和国雲南省昆明市に位置する自治県。

## 地理

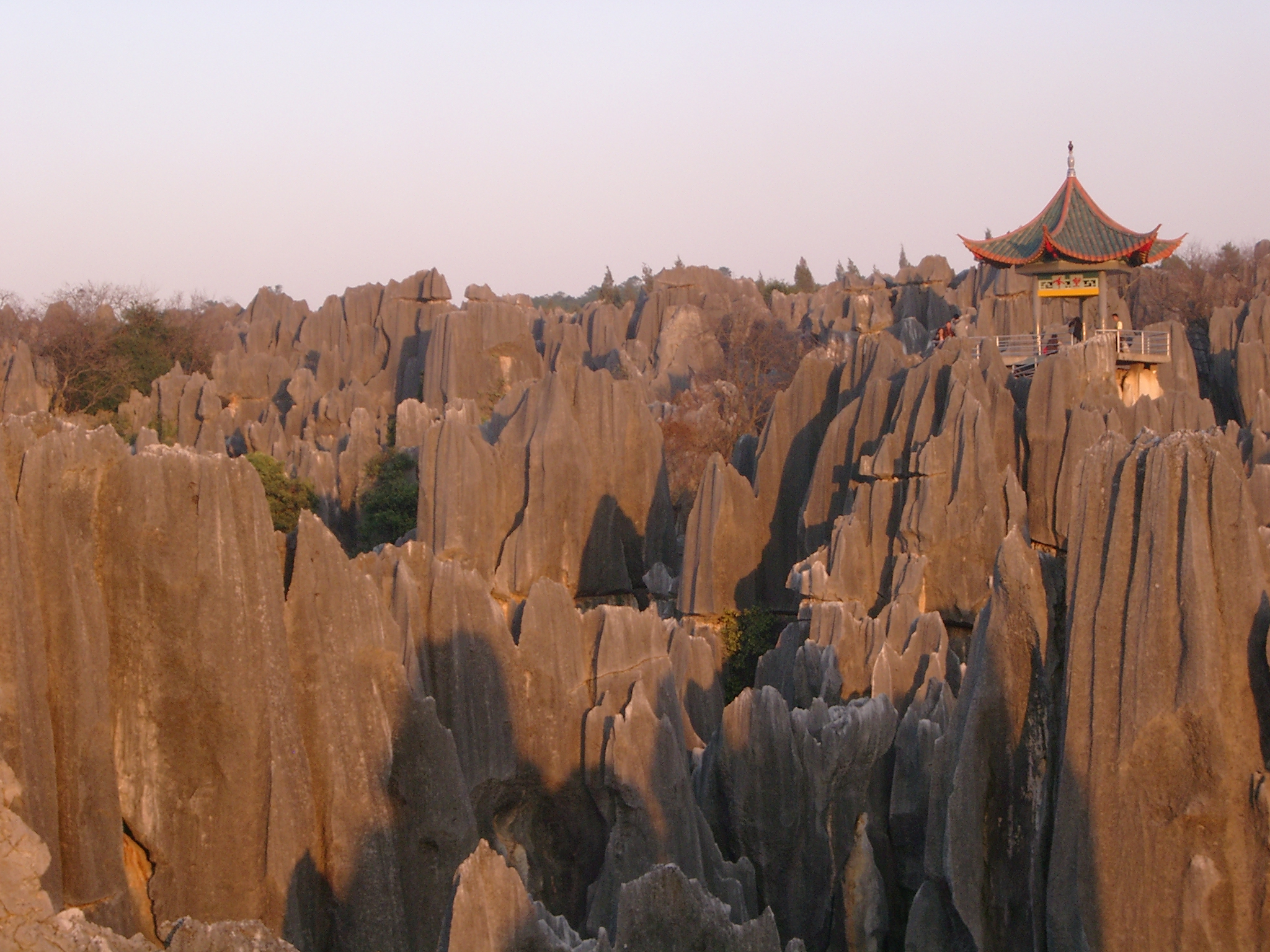
石林の風景

雲貴高原に位置し、昆明市の南東78kmにある。カルスト地形が多く、路南石林などの奇怪な地形がみられ名勝となっており、「石林世界ジオパーク」に指定されている。中国の5A級観光地（2007年認定）でもある。
貴州省茘波、重慶武隆と共に、中国南方カルストのひとつとして2007年にユネスコの世界遺産に登録された。

## 歴史
石林に初めて行政区が設置されたのは前111年、漢武帝により設置された談藁県が所見である。その後南詔、大理の統治が行われたが、元により征服されると1276年（至元13年）路南州が設置され、清末まで沿襲された。
中華民国が成立すると1913年に路南県が設置され、1956年には路南彝族自治県に改編、更に1998年に石林彝族自治県と改称され現在に至っている。

## 行政区画
- 街道:鹿阜街道
- 鎮:西街口鎮、長湖鎮、圭山鎮
- 郷:大可郷

## 交通

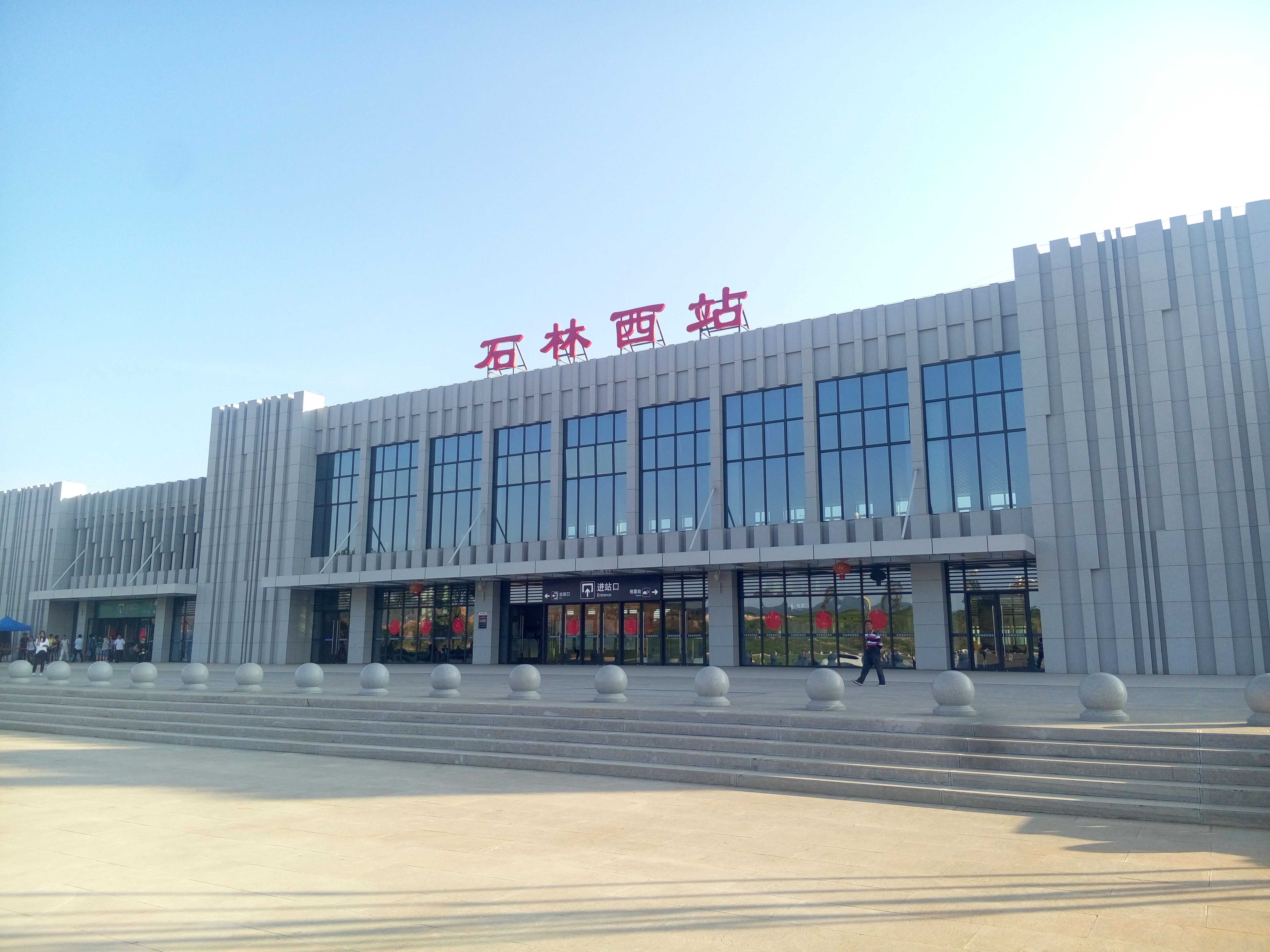
石林西駅駅舎

### 鉄道
- 中国鉄路総公司
  - 南昆旅客専用線

（昆明方面）- 石林西駅 -（南寧方面）
  - 南昆線

（昆明方面）- 石林南駅 - 石林駅 - 茂舎祖駅 - 西街口駅 - 宜耐駅 -（南寧方面）

### 道路
- 高速道路
  - 汕昆高速道路
  - 広昆高速道路
- 国道
  - G324国道
  - G326国道